# 荷花池街道 (常州市)
荷花池街道，是中华人民共和国江苏省常州市钟楼区下辖的一个乡镇级行政单位。

## 行政区划
荷花池街道下辖以下地区：
天皇堂弄社区、县直街社区、荷花池社区、西新桥一村社区、西新桥二村第一社区、西新桥二村第二社区、西新桥三村社区、机械一村社区和机械二村社区。